# Warmtecapaciteit
De warmtecapaciteit van een voorwerp is in de thermodynamica het vermogen van dat voorwerp om energie in de vorm van warmte op te slaan. Voert men warmte aan een voorwerp toe, dan zal daardoor meestal de interne energie en de temperatuur stijgen (bij isotherme processen is dit niet het geval). Als bij dezelfde hoeveelheid toegevoerde warmte de temperatuur van het ene voorwerp minder stijgt dan van een ander, heeft het ene voorwerp een grotere warmtecapaciteit dan het andere.
De warmtecapaciteit {\displaystyle C} van een voorwerp wordt uitgedrukt als de verandering van de hoeveelheid opgeslagen warmte bij een verandering in temperatuur. Populair drukt men dat uit als de benodigde hoeveelheid warmte voor een temperatuurstijging van 1 K of 1 °C, of iets nauwkeuriger als de toegevoegde warmte per eenheid van temperatuur bij constante druk en constant volume.
De eenheid waarin de warmtecapaciteit in het SI wordt uitgedrukt is J K−1 (dat wil zeggen J/K, joule per kelvin).
Dat betekent dat de eenheid voor de soortelijke warmte J kg−1 K−1 is en voor de atomaire warmtecapaciteit of molaire warmtecapaciteit: J (k)mol−1K−1.
De warmtecapaciteit van een voorwerp kan gemeten worden met een calorimeter.

## Soortelijke warmte
De warmtecapaciteit van een vaste massa van een bepaalde stof wordt soortelijke warmte, specifieke warmte of specifieke warmtecapaciteit genoemd. De soortelijke warmte wordt in het SI uitgedrukt in J kg−1 K−1 en is een fundamentele natuurkundige eigenschap van een stof.

## Definitie
De definitie van warmtecapaciteit is
{\displaystyle C={\frac {\Delta Q}{\Delta T}}}
Hierbij is {\displaystyle \Delta Q} de hoeveelheid toegevoerde warmte en {\displaystyle \Delta T} de verandering van de temperatuur.
De temperatuurstijging mag geen faseovergang veroorzaken, waarbij warmte wordt opgenomen in de vorm van smelt- of verdampingswarmte: de warmtecapaciteit is daarin niet gedefinieerd, omdat daar {\displaystyle \Delta T}, terwijl wel warmte wordt toegevoerd ({\displaystyle \Delta Q>0}). Een voorbeeld is het koken van een zuivere stof (bijvoorbeeld water) bij constante druk. Een aanwijzing voor het optreden van een faseovergang is een piek in de warmtecapaciteit bij het doorlopen van een temperatuurtraject bij constante warmtetoevoer. Een stapsgewijze toename bij bepaalde temperaturen wijst erop dat de interne structuur van de moleculen en ook wel atomen zorgt voor extra vrijheidsgraden die kinetische energie kunnen opnemen. Waarom dat bij die bepaalde temperaturen gebeurt, kan alleen met de kwantummechanica verklaard worden.
Vanwege de bovenstaande definitie en omdat de warmtecapaciteit over het temperatuurbereik tussen twee faseovergangen dus niet constant hoeft te zijn, geldt de bovenstaande formule voor kleine hoeveelheden {\displaystyle \delta Q}. Een preciezere definitie voor een reversibel proces met behulp van de Tweede wet van de thermodynamica is:
{\displaystyle C={\frac {\delta Q}{\mathrm {d} T}}=T\,{\frac {\partial S}{\partial T}}},
waarin {\displaystyle S} de entropie voorstelt.
Deze definitie is echter niet eenduidig, omdat onder verschillende condities van warmtetoevoer verschillende warmtecapaciteiten gedefinieerd zijn. Twee veel gebruikte standaardcondities zijn die van constante druk en constant volume.

## Constant volume
De warmtecapaciteit bij constant volume {\displaystyle C_{V}} (SI-eenheid: joule per kelvin) geeft de energie aan nodig om een voorwerp één graad in temperatuur te verhogen bij constant volume.
De Eerste wet van de thermodynamica luidt, als voor arbeid {\displaystyle p\mathrm {d} V} wordt genomen:
{\displaystyle \mathrm {d} Q=\mathrm {d} U+p\mathrm {d} V},
waarin {\displaystyle Q} de warmtetoevoer, {\displaystyle U} de inwendige energie, {\displaystyle p} de druk is en {\displaystyle V} het volume.
Bij het toevoeren van warmte {\displaystyle Q} bij constant volume ({\displaystyle \mathrm {d} V=0}) is geen mechanische arbeid betrokken, dus de toename van de inwendige energie van de stof is dan gelijk aan de toegevoerde warmte ervan, wat leidt tot een betrekking tussen {\displaystyle C_{V}} en {\displaystyle U}:
{\displaystyle C_{V}=\left({\frac {\partial Q}{\partial T}}\right)_{V}=\left({\frac {\partial U}{\partial T}}\right)_{V}}
Dit volume-onafhankelijke deel van {\displaystyle U} is de thermische energie.

## Constante druk
Met de warmtecapaciteit bij constante druk {\displaystyle C_{p}} (SI-eenheid: joule per kelvin) van een stof wordt aangegeven hoeveel energie er nodig is om een voorwerp één graad in temperatuur te laten stijgen bij constante druk.
Bij constante druk is het mogelijk dat er volume-arbeid plaatsvindt. Daartoe wordt de term {\displaystyle p\mathrm {d} V} in de Eerste wet van de thermodynamica volgens 'standaard' wiskunde herschreven als {\displaystyle \mathrm {d} (pV)-Vdp}.
{\displaystyle \mathrm {d} Q=\mathrm {d} U(p,T)+p\mathrm {d} V}
{\displaystyle \mathrm {d} Q=\mathrm {d} U(p,T)+\mathrm {d} (pV)-V\mathrm {d} p}
{\displaystyle C_{p}=\left({\frac {\partial Q}{\partial T}}\right)_{p}=\left({\frac {\partial (U+pV)}{\partial T}}\right)_{p}}
Hier is het zinvol de toestandsfunctie enthalpie {\displaystyle H=U+pV} in te voeren. Dan is de betrekking tussen {\displaystyle C_{p}} en {\displaystyle H}:
{\displaystyle C_{p}=\left({\frac {\partial H}{\partial T}}\right)_{p}}

## Soortelijke en molaire waarden
De soortelijke of specifieke warmte is de warmtecapaciteit van één massa-eenheid van een bepaalde stof.
De SI-eenheid van soortelijke warmte (ook wel specifieke warmte) is joule per kelvin maal kilogram.
Water heeft een relatief grote soortelijke warmte: 4186 J/(kg.K). Dit is een van de redenen (naast het goedkoop, niet giftig en onbrandbaar zijn) voor het gebruik van water in de centrale verwarming. Het verklaart ook het milde klimaat in West-Europa, door aanvoer van grote hoeveelheden warmte door de Golfstroom vanaf de evenaar.
De molaire warmtecapaciteit is de warmtecapaciteit van één mol van een bepaalde stof.
Molaire waarden worden meestal weergegeven door een streep boven het symbool:
{\displaystyle {\bar {C}}_{p}=\left({\frac {\partial {\bar {H}}}{\partial T}}\right)_{p}}
De eenheid van deze grootheid is joule per kelvin per mol (JK−1mol−1)

## Standaardwarmtecapaciteit
In thermodynamische tabellen wordt meestal de standaard molaire warmtecapaciteit bij constante druk van een stof weergegeven. Er wordt dan een plimsoll-teken als superscript ⦵ toegevoegd om aan te geven dat deze waarde geldt voor de omstandigheden van het aftelpunt.

## Verband tussen druk en volume
Voor het verschil en de verhouding tussen de warmtecapaciteiten bij constante druk en volume gelden de volgende uitdrukkingen:
{\displaystyle C_{p}-C_{V}=VT{\frac {\alpha ^{2}}{\beta _{T}}}}
{\displaystyle {\frac {C_{p}}{C_{V}}}={\frac {\beta _{T}}{\beta _{S}}}}
Hier is {\displaystyle \alpha } de thermische expansiecoëfficiënt:
{\displaystyle \alpha ={\frac {1}{V}}\left({\frac {\partial V}{\partial T}}\right)_{p}}
{\displaystyle \beta _{T}} de isothermische compressibiliteit:
{\displaystyle \beta _{T}=-{\frac {1}{V}}\left({\frac {\partial V}{\partial p}}\right)_{T}}
en {\displaystyle \beta _{S}} de isentropische compressibiliteit:
{\displaystyle \beta _{S}=-{\frac {1}{V}}\left({\frac {\partial V}{\partial p}}\right)_{S}}

### Afleiding
Als een kleine hoeveelheid warmte {\displaystyle \delta Q} toegevoegd wordt aan een systeem op een quasistatische manier, is de entropieverandering:
{\displaystyle \mathrm {d} S={\frac {\delta Q}{T}}}
Per definitie geldt, met {\displaystyle C} de warmtecapaciteit:
{\displaystyle \delta Q=C\mathrm {d} T}
De entropieverandering is dus gegeven door:
{\displaystyle T\mathrm {d} S=C\mathrm {d} T\qquad \qquad }(1)
Uiteraard hangt {\displaystyle C} af van hoe de externe variabelen veranderen gedurende de toevoer van de warmte aan het systeem. Als het volume de enige externe variabele is, wordt de entropieverandering in het algemeen gegeven door:
{\displaystyle \mathrm {d} S=\left({\frac {\partial S}{\partial T}}\right)_{V}\mathrm {d} T+\left({\frac {\partial S}{\partial V}}\right)_{T}\mathrm {d} V\quad }(2)
Als {\displaystyle V} constant wordt gehouden, is {\displaystyle \mathrm {d} V=0}. Uit (1) volgt dan:
{\displaystyle C_{V}=T\left({\frac {\partial S}{\partial T}}\right)_{V}\qquad }(3)
Wordt {\displaystyle \mathrm {d} S} uitgedrukt in {\displaystyle \mathrm {d} T} en {\displaystyle \mathrm {d} p}, dan levert (1) in het geval van constante druk de relatie:
{\displaystyle C_{p}=T\left({\frac {\partial S}{\partial T}}\right)_{p}\quad }(4)
De relatie voor {\displaystyle C_{p}-C_{V}} volgt door in (2) {\displaystyle \mathrm {d} V} in termen van {\displaystyle \mathrm {d} p} en {\displaystyle \mathrm {d} T} uit te drukken. In het algemeen geldt:
{\displaystyle \mathrm {d} V=\left({\frac {\partial V}{\partial T}}\right)_{p}\mathrm {d} T+\left({\frac {\partial V}{\partial p}}\right)_{T}\mathrm {d} p}
Invullen in (2) levert
{\displaystyle \mathrm {d} S=\left[\left({\frac {\partial S}{\partial T}}\right)_{V}+\left({\frac {\partial S}{\partial V}}\right)_{T}\left({\frac {\partial V}{\partial T}}\right)_{p}\right]\mathrm {d} T+\left({\frac {\partial S}{\partial V}}\right)_{T}\left({\frac {\partial V}{\partial p}}\right)_{T}\mathrm {d} p}
De coëfficiënt van {\displaystyle \mathrm {d} T} in deze uitdrukking is de partiële afgeleide van {\displaystyle S} naar {\displaystyle T} bij constante {\displaystyle p}. Vermenigvuldigd met {\displaystyle T} geeft {\displaystyle C_{p}}, zie (4). {\displaystyle C_{p}} wordt dus verkregen door wat binnen de rechte haken te vermenigvuldigd met de temperatuur. De eerste term daaruit vermenigvuldigd met {\displaystyle T} is volgens (3) gelijk aan {\displaystyle C_{V}}.
Er geldt dus dat:
{\displaystyle C_{p}-C_{V}=T\left({\frac {\partial S}{\partial V}}\right)_{T}\left({\frac {\partial V}{\partial T}}\right)_{p}=VT\alpha \left({\frac {\partial S}{\partial V}}\right)_{T}\quad }(5)
De partiële afgeleide {\displaystyle \left({\frac {\partial S}{\partial V}}\right)_{T}} kan als volgt worden herschreven met behulp van de fundamentele thermodynamische relatie:
{\displaystyle \mathrm {d} U=T\mathrm {d} S-p\mathrm {d} V}
Deze relatie impliceert dat de differentiaal van de helmholtzenergie {\displaystyle F=U-TS} voldoet aan:
{\displaystyle \mathrm {d} F=-S\mathrm {d} T-p\mathrm {d} V}
De coëfficiënten van {\displaystyle \mathrm {d} T} en {\displaystyle \mathrm {d} V} zijn dus gegeven door:
{\displaystyle -S=\left({\frac {\partial F}{\partial T}}\right)_{V}}
en
{\displaystyle -p=\left({\frac {\partial F}{\partial V}}\right)_{T}}
Uit de symmetrie van de tweede afgeleiden van {\displaystyle F} met betrekking tot {\displaystyle T} en {\displaystyle V} volgt dan:
{\displaystyle \left({\frac {\partial S}{\partial V}}\right)_{T}=\left({\frac {\partial p}{\partial T}}\right)_{V}}
Invullen in (5) geeft:
{\displaystyle C_{p}-C_{V}=VT\alpha \left({\frac {\partial p}{\partial T}}\right)_{V}\ {\text{ (6)}}}
Deze formule bevat een afgeleide bij constante volume, die moeilijk te meten is. We kunnen deze als volgt herschrijven. Een infinitesimale volumeverandering kan in het algemeen geschreven worden als:
{\displaystyle \mathrm {d} V=\left({\frac {\partial V}{\partial p}}\right)_{T}\mathrm {d} p+\left({\frac {\partial V}{\partial T}}\right)_{p}\mathrm {d} T}
Nu is de partiële afgeleide {\displaystyle \left({\frac {\partial p}{\partial T}}\right)_{V}} de verhouding van {\displaystyle \mathrm {d} p} en {\displaystyle \mathrm {d} T} voor {\displaystyle \mathrm {d} V=0}. Als we dus {\displaystyle \mathrm {d} V} gelijkstellen aan nul en {\displaystyle \mathrm {d} p/\mathrm {d} T} oplossen vinden we:
{\displaystyle \left({\frac {\partial p}{\partial T}}\right)_{V}=-{\frac {\left({\frac {\partial V}{\partial T}}\right)_{p}}{\left({\frac {\partial V}{\partial p}}\right)_{T}}}={\frac {\alpha }{\beta _{T}}}}
Invullen in (6) geeft de relatie:
{\displaystyle C_{p}-C_{V}=VT{\frac {\alpha ^{2}}{\beta _{T}}}}
De uitdrukking voor de verhouding van de warmtecapaciteiten kan als volgt worden verkregen. Door de vergelijkingen (4) en (3) te delen krijgen we:
{\displaystyle {\frac {C_{p}}{C_{V}}}={\frac {\left({\frac {\partial S}{\partial T}}\right)_{p}}{\left({\frac {\partial S}{\partial T}}\right)_{V}}}}
De partiële afgeleide in de noemer kunnen we als volgt herschrijven. In het algemeen geldt:
{\displaystyle \mathrm {d} p=\left({\frac {\partial p}{\partial S}}\right)_{T}\mathrm {d} S+\left({\frac {\partial p}{\partial T}}\right)_{S}\mathrm {d} T}
Als we hierin {\displaystyle \mathrm {d} p} gelijk aan nul stellen en {\displaystyle \mathrm {d} S/\mathrm {d} T} oplossen vinden we: 
{\displaystyle \left({\frac {\partial S}{\partial T}}\right)_{p}=-{\frac {\left({\frac {\partial p}{\partial T}}\right)_{S}}{\left({\frac {\partial p}{\partial S}}\right)_{T}}}}
Op dezelfde manier kunnen we de partiële afgeleide {\displaystyle \left({\frac {\partial S}{\partial T}}\right)_{V}} herschrijven door {\displaystyle \mathrm {d} V} in termen van {\displaystyle \mathrm {d} S} en {\displaystyle \mathrm {d} T} uit te drukken en {\displaystyle \mathrm {d} V} gelijk te stellen aan nul en vervolgens de verhouding {\displaystyle \mathrm {d} S/\mathrm {d} T} uit te rekenen. Dit geeft:
{\displaystyle {\frac {C_{p}}{C_{V}}}={\frac {\left({\frac {\partial p}{\partial T}}\right)_{S}}{\left({\frac {\partial p}{\partial S}}\right)_{T}}}{\frac {\left({\frac {\partial V}{\partial S}}\right)_{T}}{\left({\frac {\partial V}{\partial T}}\right)_{S}}}}
De twee afgeleiden bij constante {\displaystyle S} kunnen we combineren:
{\displaystyle {\frac {\left({\frac {\partial p}{\partial T}}\right)_{S}}{\left({\frac {\partial V}{\partial T}}\right)_{S}}}=\left({\frac {\partial p}{\partial T}}\right)_{S}\left({\frac {\partial T}{\partial V}}\right)_{S}=\left({\frac {\partial p}{\partial V}}\right)_{S}}
Combineren van de twee partiële afgeleiden bij constante {\displaystyle T} geeft:
{\displaystyle {\frac {\left({\frac {\partial V}{\partial S}}\right)_{T}}{\left({\frac {\partial p}{\partial S}}\right)_{T}}}=\left({\frac {\partial V}{\partial S}}\right)_{T}\left({\frac {\partial S}{\partial p}}\right)_{T}=\left({\frac {\partial V}{\partial p}}\right)_{T}}
Dit leidt tot het resultaat:
{\displaystyle {\frac {C_{p}}{C_{V}}}=\left({\frac {\partial p}{\partial V}}\right)_{S}\left({\frac {\partial V}{\partial p}}\right)_{T}={\frac {\beta _{T}}{\beta _{S}}}}